# El regreso de Williams B. Arrensberg

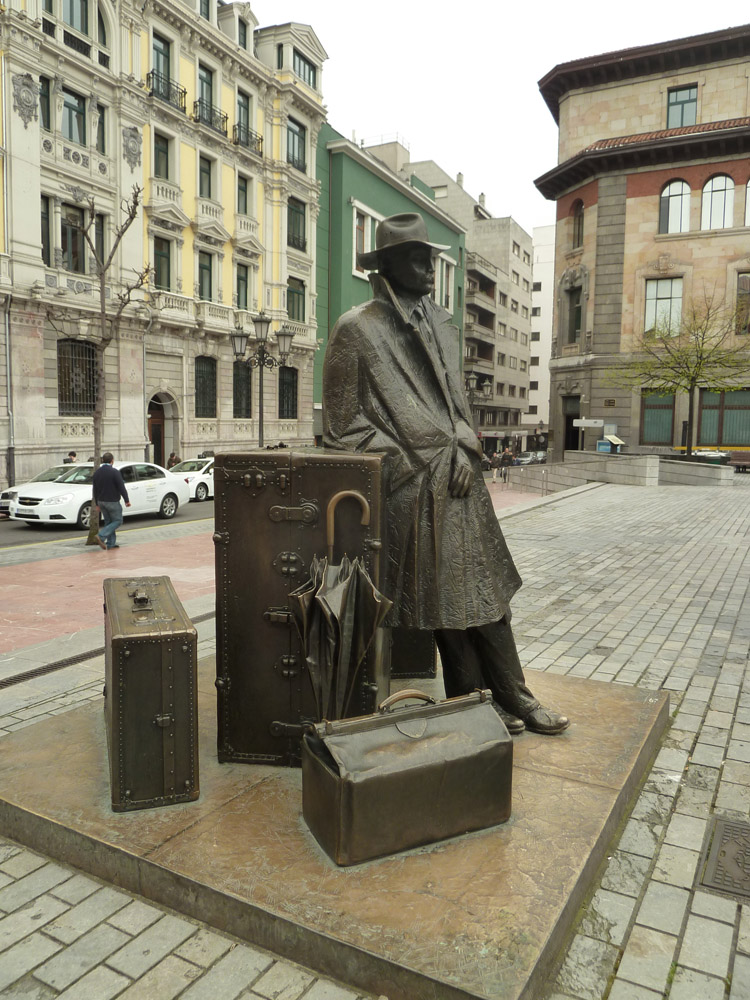
El regreso de Williams B. Arrensberg.

La escultura urbana conocida como El regreso de Williams B. Arrensberg, ubicada en la plaza Porlier, en la ciudad de Oviedo, Principado de Asturias, España, es una de las más de un centenar que adornan las calles de la mencionada ciudad española.
El paisaje urbano de esta ciudad se ve adornado por obras escultóricas, generalmente monumentos conmemorativos dedicados a personajes de especial relevancia en un primer momento, y más puramente artísticas desde finales del siglo XX.
La escultura, hecha en bronce, es obra de Eduardo Úrculo, y está datada en 1993. Esta escultura es conocida popularmente como El viajero, ya que representa la figura de un viajero. El conjunto representa a un hombre de pie, con sombrero de ala y abrigo, rodeado de varias maletas, contra las que descansa un paraguas, como acabado de llegar a la ciudad. El conjunto de tamaño natural está descansando directamente en el suelo de la calle, sin pedestal.
La escultura la hizo Eduardo Úrculo, retratando a su amigo Williams B. Arrensberg.